# Symplectoscyphus ralphae
Symplectoscyphus ralphae är en nässeldjursart som beskrevs av Vervoort 1993. Symplectoscyphus ralphae ingår i släktet Symplectoscyphus och familjen Sertulariidae. Inga underarter finns listade i Catalogue of Life.